# NGC 148
NGC 148 (ook wel PGC 2053, ESO 410-20, MCG -5-2-17 of AM 0031-320) is een elliptisch sterrenstelsel in het sterrenbeeld Beeldhouwer.
NGC 148 werd op 27 september 1834 ontdekt door de Britse astronoom John Herschel.